# Sungaipenuh
Sungaipenuh – miasto w Indonezji, w prowincji Jambi. Liczy 118 004 mieszkańców (2008). Ośrodek przemysłowy.